# Хімічний факультет Дніпровського національного університету імені Олеся Гончара
Хімічний факультет ДНУ ім. О. Гончара.

## Історична довідка
Хімічний факультет – один з найстаріших в Дніпропетровському університеті. Хоча офіційною датою заснування факультету є 1933 рік, підготовка спеціалістів-хіміків ведеться в університеті з перших днів його заснування (1918 р.). Біля витоків факультету стояли видатні вчені – академік Лев Володимирович Пісаржевський (1871—1938), засновник дніпропетровської наукової школи хіміків, творець електронної хімії; академік Коновалов Дмитро Петрович (1856—1929), один з найвидатніших вчених-фізикохіміків, відкривач відомих законів перегонки рідин (закони Коновалова); професор (згодом академік, Герой Соціалістичної праці) Олександр Ілліч Бродський (1895—1969), засновник добре знаної школи з хімії ізотопів.
Найважливіші події становлення та розвитку хімічного факультету ДНУ
| Рік           | Віха історії |
| ------------- | --- |
| 1916          | Створено кафедру неорганічної хімії (на вищих жіночих курсах) |
| 1918          | Відкрито Дніпропетровський (Катеринославський) університет, до складу фізико-математичного відділення якого входить хімічне відділення; створено кафедри аналітичної, фізичної, органічної хімії |
| 1918-1919     | На базі хімічних лабораторій гірничого інституту організовано лабораторні практикуми з аналітичної, неорганічної, фізичної хімії                                                                 |
| 1919          | Катеринославський університет одержав статус державного навчального закладу |
| 1920-1921     | Університет реорганізовано в інститут теоретичних наук (ІТЕН), а потім у Вищий інститут народної освіти (КВІНО, з 1926 р. – ДІНО)                                                                |
| 1930          | Хімічне відділення входить до складу фізико-хіміко-математичного інституту (ФХМІ); став до ладу навчально-лабораторний корпус (№ 3 пр. К. Маркса, 37), в якому розміщується хімічне відділення   |
| 1933          | Відновлено діяльність Дніпропетровського державного університету; хімічне відділення одержує статус факультету                                                                                   |
| 1934          | На факультеті створено хіміко-технологічну лабораторію з одержання хімічно чистих реактивів |
| 1935          | На базі ІФХ, ДХТІ та хімічного факультету ДДУ проведена Міжнародна фізико-хімічна конференція |
| 1938          | Створена лабораторія фізико-хімічних методів аналізу |
| 1941-1944     | Факультет евакуйовано в тил країни (Середня Азія, Урал, Поволжя) |
| 1943-1944     | Відновлюється діяльність ДДУ; хімічний факультет розміщується в корпусі № 2 (пр. К. Маркса, 36)                                                                                                  |
| Кінець 1940-х | При факультеті створено ізотопну лабораторію, склодувну майстерню |
| 1960          | на базі кафедри органічної хімії створено НДЛ з синтезу фізіологічно активних речовин та мономерів для ВМС; на факультеті починає працювати вечірнє відділення, яке функціонувало до 1996 р.     |
| 1966          | Дніпропетровський держуніверситет віднесено до числа базових вищих навчальних закладів СРСР |
| 1970- ті      | При факультеті функціонує лабораторія аналізу стічних вод |
| 1974          | Проведена Всесоюзна конференція з хімії епоксидних сполук (на базі кафедри органічної хімії) |
| 1977          | До складу хімічного факультету включено геологічне відділення |
| 1979          | Створена науково-дослідна лабораторія друкованих плат (на початку 80-х рр. передана у підпорядкування фізико-технічного факультету)                                                              |
| 1981          | Проведена Всесоюзна конференція з хімії гетеросполук |
| 1983          | Проведені I Всесоюзний семінар з електрокристалізації металів (на базі кафедри фізичної хімії) та Всесоюзний семінар з хімії гетеросполук (на базі кафедри аналітичної хімії)                    |
| 1987          | Факультет розміщується в новому навчально-лабораторному корпусі (№ 16, вул. Козакова); студенти одержують новий комфортний гуртожиток (№ 7)                                                      |
| 1980-ті       | При кафедрі аналітичної хімії функціонує лабораторія фізико-хімічних методів аналізу, де виконувались атестаційні аналізи металів і сплавів.                                                     |
| 1988          | При кафедрі фізичної хімії створено НДЛ електроосадження металів |
| 1990          | Проведено Всесоюзний семінар «Хімія, будова і властивості ізо- та гетерополісполук» (на базі кафедри аналітичної хімії)                                                                          |
| 1993          | Відкрита спеціальність «Хімічна технологія ВМС» |
| 1994          | Створена кафедра хімії та хімічної технології ВМС |
| 1997          | Відкрита спеціальність «Хімія та інформатика» (набір на неї припинено в 2005 р.) |
| 1998          | Проведена XVIII українська конференція з органічної хімії (на базі кафедри органічної хімії) |
| 1999          | Проведена (спільно з УДХТУ) Міжнародна наукова конференція з електрохімії |
| 2004          | Створена міжкафедральна навчальна лабораторія персональних комп'ютерів |
| 2004          | Проведена сесія Наукової ради НАН України з аналітичної хімії |
| 2005          | Відкрита спеціальність «Технологія харчування» |
| 2008          | Організована навчальна лабораторія харчових технологій |

## Структури факультету
- Кафедра харчових технологій 
Завідувач кафедри – Колісніченко Тетяна Олександрівна, кандидат технічних наук, доцент

- Кафедра фізичної, органічної та неорганічної хімії
Завідувач кафедри – Стець Надія Вікторівна, кандидат хімічних наук, доцент

- Кафедра аналітичної хімії
Завідувач кафедри – Вішнікин Андрій Борисович, доктор хімічних наук, професор

- Кафедра хімії та хімічної технології високомолекулярних сполук
Завідувач кафедри – Варлан Костянтин Єлесійович

## Наукова та науково-технічна діяльність
На хімічному факультеті працюють три наукові школи. Найстарішою є школа «Епоксидів», яку засновано у 50-ті роки минулого сторіччя. Засновником школи був заслужений діяч науки і техніки України, доктор хімічних наук, професор Малиновський Михайло Сергійович – талановитий вчений та педагог, більшість робіт якого була пов'язана саме з епоксидами. М. С. Малиновським разом із співробітниками було отримано ряд фундаментальних результатів у галузі
досліджень реакційної здатності епоксидних сполук, розроблено нові перспективні методи синтезу цих речовин. Сьогодні справу Малиновського М. С. продовжує відмінник освіти України, доктор хімічних наук, професор Оковитий Сергій Іванович, серед наукових інтересів якого епоксидні сполуки також посідають першість. За роки існування школи епоксидів науковими керівниками цього напрямку захищено 4 докторські, понад 40 кандидатських дисертацій, отримано 60 авторських свідоцтв на винаходи, опубліковано 5 монографій та понад 500 наукових статей.
Школу «Електроосадження і захист металів від корозії» на хімічному факультеті було засновано у 1970 р. під керівництвом заслуженого діяча науки і техніки України, академіка АН Вищої школи України, доктора хімічних наук, професора Лошкарьова Юрія Михайловича. Серед пріоритетних напрямів роботи школи – дослідження кінетики і механізмів електродних процесів в присутності поверхнево-активних речовин; впровадження нових технологій гальваностегії у виробництво; виготовлення анодів та добавок до електролітів. Сьогодні справу вчителя продовжує заслужений діяч науки і техніки України, відмінник освіти
України, доктор хімічних наук, професор Варгалюк Віктор Федорович. За роки існування школи підготовлено 3 доктори та 28 кандидатів наук, опубліковано більше 700 наукових робіт.
Наймолодшою на факультеті є наукова школа «Аналітична хімія малих концентрацій», яку засновано у 1994 р. Її засновники – заслужений діяч науки і техніки України, відмінник освіти України, доктор хімічних наук, професор Чмиленко Федір Олександрович і відмінник освіти України, доктор хімічних наук, професор Циганок Людмила Павлівна. Серед пріоритетних напрямків роботи школи – дослідження з теорії вимірювально-інформаційного аналітичного сигналу та його практичного використання для інтенсифікації аналітичного процесу фізичною дією; інтенсифікації пробопідготовки в аналізі харчових продуктів, ґрунтів, біологічних і медичних об'єктів; розробка та конструювання іон-селективних електродів; розробка теоретичних основ цілеспрямованого використання хіміко-аналітичних властивостей гетерополісполук. За роки існування школи підготовлено 4 доктори та більше 40 кандидатів наук, опубліковано близько 600 наукових статей, 5 монографій, отримано більше 70 патентів, ряд Державних стандартів з визначення домішок важких металів у харчових продуктах.